# 泡泡毛蕨
泡泡毛蕨（学名：Cyclosorus pustuliferus）为金星蕨科毛蕨属下的一个种。